# Stan Vickers
Stanley Frank „Stan“ Vickers (* 18. Juni 1932 in Lewisham, London; † 17. April 2013 in Seaford) war ein britischer Geher.

## Leben
Bei den Olympischen Spielen 1956 in Melbourne belegte Stan Vickers den fünften Platz im 20-km-Gehen und stellte dabei in 1:32:34 h einen britischen Rekord auf. Zwei Jahre später bei den Europameisterschaften 1958 in Stockholm besiegte er den Olympiasieger von 1956 Leonid Spirin und wurde in 1:33:09 h Europameister. Bei den Olympischen Spielen 1960 in Rom wurde er in 1:34:56 h Dritter hinter Wolodymyr Holubnytschyj aus der Sowjetunion und dem Australier Noel Freeman.
Bei den Meisterschaften der britischen Amateur Athletic Association gewann er fünf Titel. 1957 und 1958 gewann er jeweils über 2 Meilen und über 7 Meilen. Vor den AAA-Meisterschaften 1960 hatte Vickers den britischen Rekord über 2 Meilen eingestellt, den George Larner 1904 mit 13:11,4 min aufgestellt hatte. Bei den Meisterschaften fiel der Uraltrekord dann, denn Vickers gewann in 13:02,4 min vor Ken Matthews, der in 13:09,6 min ebenfalls unter dem alten Rekord blieb.
Stan Vickers war 1,85 m groß und wog in seiner aktiven Zeit 60 kg.

## Bestzeiten
(nur metrische Distanzen)
- 10.000 Meter Bahngehen: 43:43,6 min, 1960
- 20 km Straßengehen: 1:31:43 h, 1960